# Seznam predsednikov Sovjetske zveze
Zveza sovjetskih socialističnih republik (ZSSR) formalno sicer ni imela funckije predsednika (preden jo je leta 1990, malo pred njenim razpadom, uvedel Gorbačov in se dal nanjo neposredno izvoliti), a je vselej obstajal voditelj, ki je lahko imel različne funcije ali kombinacijo le-teh in je bil najvplivnejši človek v Sovjetski zvezi. Formalno je za predsednika ZSSR veljal predsednik prezidija (to je predsedstva) Vrhovnega sovjeta (PVS), ki je predstavljal kolektivnega šefa države. Poleg tega sta v državi obstajali še dve pomembni funkciji - premier Sovjetske zveze (predsednik vlade, formalno imenovane Svet ministrov) ter generalni sekretar Komunistične partije Sovjetske zveze (KPSZ). Zaradi kombinacij omenjenih treh funkcij je bilo včasih težko presoditi, kdo je dejansko najvplivnejši človek v Sovjetski zvezi in kdo jo vodi, saj je bil (po letu 1977) predsednik prezidija Sovjetske zveze obenem generalni sekretar CK KPSZ ali pa je bil slednji premier Sovjetske zveze (Stalin, Hruščov).
Od oktobrske revolucije do razpada Sovjetske zveze se je zvrstilo več voditeljev, so zavzemali različne vodilne funkcije:
Opomba poznavalca: ta članek je tako slabo zastavljen, da sem skoraj obupal nad popravljanjem, saj ga je napisal čisti amater oz. nekdo, ki misli, da nekaj ve, v resnici pa ve zelo malo oz. je še to, kar ve in kar je prej pisalo v tekstu in v tabeli, v glavnem napačno; oboje sem poskusil vsaj za silo popraviti...

## Seznam voditeljev Sovjetske zveze
| #  | Slika | Ime in priimek                         | Rojen, umrl                           | Naziv | Mandat            | Opombe                           |
| -- | ----- | -------------------------------------- | ------------------------------------- | --- | ----------------- | -------------------------------- |
| 1. |       | Vladimir Iljič Uljanov - Lenin         | 22. april 1870 - 21. januar 1924      | Predsednik sveta ljudskih komisarjev (vlade RSFSR in nato od njene ustanovitve decembra 1922 ZSSR ) | 1917 - 1924       | umrl                             |
| 2. |       | Aleksej Ivanovič Rikov                 | 25. februar 1881 - 15. marec 1938     | Predsednik sveta ljudskih komisarjev (vlade) ljudskih komisarjev (vlade) RSFSR in ZSSR | 1924 - 1930       | nasledil ga je Vjačeslav Molotov |
| 3. |       | Josif Visarionovič Džugašvili - Stalin | 18. december 1878 - 5. marec 1953     | Generalni sekretar CK VKP(b) 1922 - 1952 Predsednik sveta ljudskih komisarjev (1941-1946) oz. Predsednik Sveta ministrov (premier) Sovjetske zveze (1946-1953)                                                                          | 1922/24/29 - 1953 | nasledil ga je Georgij Malenkov  |
| 4. |       | Nikita Sergejevič Hruščov              | 17. april 1894 - 11. september 1971   | Prvi sekretar CK KPSZ 1953 - 1964) in Premier Sovjetske zveze (predsednik Sveta ministrov 1958-1964) | 1953/58 - 1964    | odstavljen                       |
| 5. |       | Leonid Iljič Brežnjev                  | 19. december 1906 - 10. november 1982 | Prvi oz. generalni sekretar CK KPSZ (1964/66 - 1982); od 1977 tudi Predsednik Prezidija Vrhovnega sovjeta Sovjetske zveze (v dveh obdobjih:1960-1964 in 1977-1982)                                                                      | 1964 - 1982       | umrl                             |
| 6. |       | Jurij Vladimirovič Andropov            | 15. junij 1914 - 9. februar 1984      | Generalni sekretar CK KPSZ 1982-84, od 1983 tudi Predsednik Prezidija Vrhovnega sovjeta Sovjetske zveze (1983 - 84) | 1982 - 1984       | umrl                             |
| 7. |       | Konstantin Ustinovič Černjenko         | 24. september 1911 - 10. marec 1985   | Generalni sekretar CK KPSZ in Predsednik Prezidija Vrhovnega sovjeta Sovjetske zveze | 1984 - 1985       | umrl                             |
| 8. |       | Mihail Sergejevič Gorbačov             | 2. marec 1931 - 30. avgust 2022       | Generalni sekretar CK KPSZ (1985-1991), Predsednik Prezidija Vrhovnega sovjeta Sovjetske zveze (1988-89); Predsednik Vrhovnega sovjeta Sovjetske zveze 1989-1990; Predsednik ("Prezident") Sovjetske zveze (marec) 1990-1991 (december) | 1985 - 1991       | odstopil (razpad SZ)             |